# Morotai
Morotai, auch: Morty, ist eine indonesische Insel und gehört zur Provinz der Nordmolukken (indonesisch Maluku Utara). Die Insel liegt nördlich von Halmahera und umfasst rund 1800 km².

## Geschichte

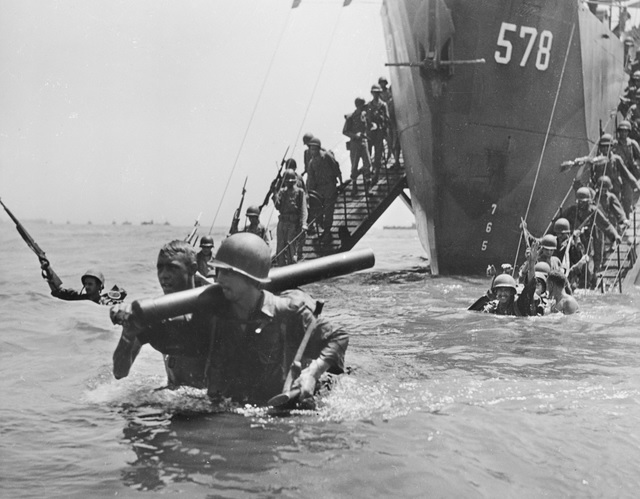
US-Truppen landen auf Morotai (15. September 1944)

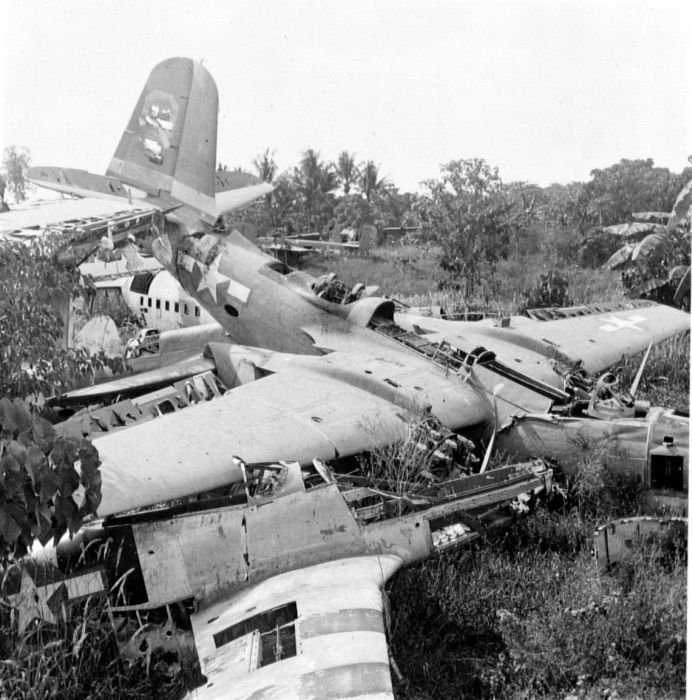
Flugzeugwrack auf Morotai

Im Zweiten Weltkrieg versuchten die Japaner nach der Eroberung der Insel von den Niederländern eine Startbahn anzulegen. Wegen Drainageproblemen gaben sie 1944 das Vorhaben jedoch wieder auf. Am 15. September 1944 wurde Morotai von US-Streitkräften erobert und diente den USA als wichtiger Stützpunkt bei der Eroberung der Philippinen. Bis ins Frühjahr 1945 war die Basis das Ziel zahlreicher japanischer Luftangriffe. Viele beschädigte Flugzeuge blieben einfach liegen, später wurden weitere ausrangierte Flugzeuge auf der Insel deponiert, so dass Morotai nach dem Krieg einen der größten Flugzeugfriedhöfe der Pazifikregion besaß. Erst 1988 wurde der Großteil der Wracks nach Java gebracht und verschrottet.
Der als Holdout auf Morotai lebende Soldat der Kaiserlich Japanischen Armee Nakamura Teruo wurde erst Mitte 1974 von der indonesischen Luftwaffe entdeckt und ergab sich am 18. Dezember 1974 einem Suchtrupp. Er hatte das Ende des Zweiten Weltkrieges für eine Finte des Gegners gehalten. Ein vierköpfiger Suchtrupp der indonesischen Armee schwenkte die japanische Militärflagge und sang die japanische Nationalhymne, woraufhin ein hagerer, nackter und völlig verstörter Nakamura vor seine Hütte trat und sich widerstandslos ergab.

## Wirtschaft
Die Bevölkerung der Insel lebt von der Holz- und Harzproduktion sowie in geringem Ausmaß vom Tourismus.